# (416252) Manuelherrera
(416252) Manuelherrera es un asteroide perteneciente al cinturón de asteroides, descubierto el 5 de marzo de 2003 por el astrónomo José Luis Ortiz Moreno desde el Observatorio de Sierra Nevada (Granada, España).

## Designación y nombre
Designado provisionalmente como 2003 KP18, fue nombrado en homenaje a un estudiante granadino que investigó sobre objetos transneptunianos, Manuel Félix Herrera Gómez.